# Shi Jin-chul
Shi Jin-chul – południowokoreański zapaśnik w stylu klasycznym. Srebrny medalista mistrzostw Azji w 1992 roku.